# 12621 Алсуфі
12621 Алсуфі (6585 P-L, 1997 JJ12, 12621 Alsufi) — астероїд головного поясу.
Тіссеранів параметр щодо Юпітера — 3,206.